# Borys Ryzhyk
Borys Ryzhyk (Kíev, Ucrania, 10 de agosto de 1976) es un árbitro de baloncesto ucraniano de la FIBA.

## Temporadas
| Categoría                          | País    | Año               |
| ---------------------------------- | ------- | ----------------- |
| Categorías bases                   | Ucrania | 1992 - 1994       |
| Superliga de baloncesto de Ucrania | Ucrania | 1994 - Actualidad |
| FIBA                               | Mundo   | 1997 - Actualidad |
| Euroliga                           | Europa  | 1997 - Actualidad |